# Svetogorsk
Svetogorsk (en ruso: Светого́рск) es una localidad urbana (gorod) situada en el istmo de Carelia del óblast de Leningrado, en Rusia, junto a la frontera con Finlandia. Está situada a un kilómetro de distancia de la frontera de Finlandia, a cinco kilómetros de la localidad finlandesa de Imatra, y a 207 kilómetros de San Petersburgo. Cuenta con una población de 15 698 habitantes (2010)